# La Mort en ligne
Pour les articles homonymes, voir One Missed Call.
Série
La Mort en ligne 2
(2005)
Pour plus de détails, voir Fiche technique et Distribution.
La Mort en ligne (着信アリ, Chakushin ari) est un film japonais réalisé par Takashi Miike, sorti en 2003.

## Synopsis
Une mystérieuse vague d'accidents ensanglante le Japon. Chaque nouvelle victime semble avoir reçu un message provenant de son propre portable, dans lequel elle peut entendre ou voir ses derniers instants. Alors que la psychose du "portable hanté" se répand dans tout le pays, une étudiante et le frère d'une des victimes décident de trouver la source de toutes les peurs et d'y mettre un terme.

## Fiche technique
- Titre : La Mort en ligne
- Titre original : 着信アリ (Chakushin ari)
- Titre anglais : One Missed Call
- Réalisation : Takashi Miike
- Scénario : Yasushi Akimoto et Miwako Daira, d'après le roman de Yasushi Akimoto
- Production : Yoichi Arishige, Fumio Inoue et Naoki Sato
- Musique : Kōji Endō
- Photographie : Hideo Yamamoto
- Montage : Yasushi Shimamura
- Décors : Hisao Inagaki
- Pays d'origine : Japon
- Langue originale : japonais
- Format : couleur - 1,85:1 - Dolby Digital - 35 mm
- Genre : horreur
- Durée : 112 minutes
- Dates de sortie : 3 novembre 2003 (festival de Tokyo), 17 janvier 2004 (Japon), 21 septembre 2005 (France)
- Sortie DVD : 20 avril 2006
- Interdit aux moins de 12 ans lors de sa sortie en France

## Distribution
- Kou Shibasaki (VF : Noémie Orphelin) : Yumi Nakamura
- Shin'ichi Tsutsumi (VF : Bruno Choël) : Hiroshi Yamashita
- Kazue Fukiishi (VF : Alexandra Garijo) : Natsumi Konishi
- Renji Ishibashi (VF : Hervé Jolly) : Détective Motomiya
- Gorō Kishitani (VF : Patrice Dozier) : Oka
- Anna Nagata (VF : Edwige Lemoine) : Yoko Okazaki
- Atsushi Ida : Kenji Kawai
- Yutaka Matsushige (VF : Gabriel Le Doze) : Ichiro Fujieda
- Mariko Tsutsui : Marie Mizunuma
- Karen Oshima : Mimiko Mizunuma

## Voir également
- 2005 : La Mort en ligne 2 (Chakushin ari 2), de Renpei Tsukamoto
- 2006 : La Mort en ligne 3 (Chakushin ari: Final), de Manabu Asou
- 2006 : One Missed Call TV, (Chakushin ari), la série télévisée inspirée des films du même nom
- 2008 : One Missed Call, remake américain par Éric Valette.